# Бун (окръг, Айова)
Вижте пояснителната страница за други значения на Бун.
Окръг Бун (на английски: Boone County) е окръг в щата Айова, Съединени американски щати. Площта му е 1478 квадратни километра, а населението – 26 308 души (по преброяване от април 2010 г.). Административен център е град Бун.